# Teekay Corporation
Die Teekay Corporation mit Sitz in Hamilton, Bermuda zählt zu den weltweit größten Unternehmen im Transport, Umschlag und Lagern von Energieträgern. Das Unternehmen ist seit dem 20. Juli 1995 bei der New York Stock Exchange börsennotiert. Das operative Geschäft wird von Vancouver in Kanada aus geführt.
Hauptanteilshalter ist mit 39,1 % die Firma Path Spirit Limited (Stand 1. März 2016).

## Geschichte

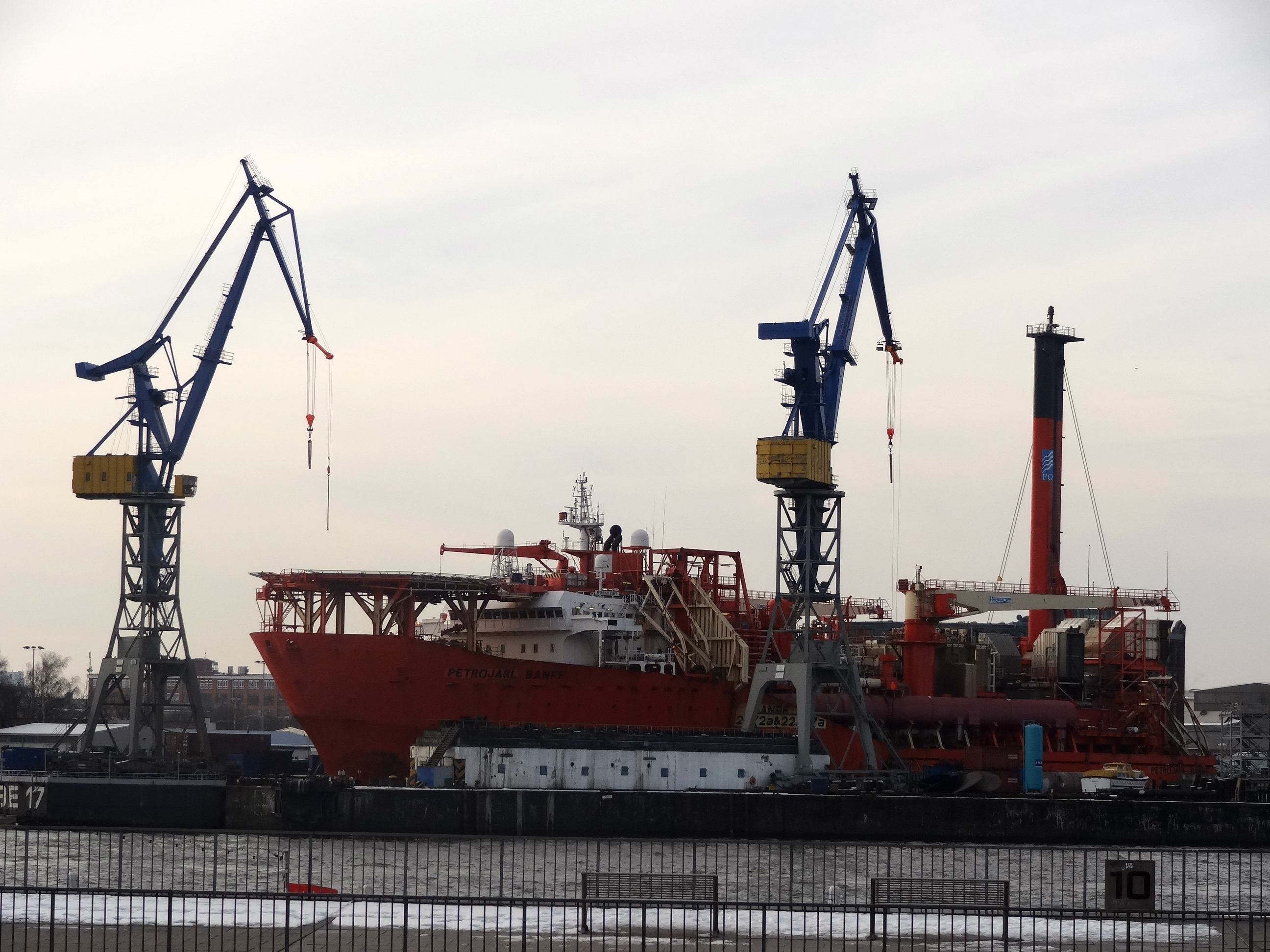
Die Petrojarl Banff bei Blohm + Voss in Hamburg 2013

Die Wurzeln des Unternehmens gehen auf die 1973 von Torben Karlshoej gegründete Reederei in Trondheim zurück. Der Unternehmensname fußt auf seinen Initialen TK. Der Schiffsbestand besteht aus rund 150 Einheiten verschiedener Bauarten. Darunter befinden sich seit 1998 auch Floating Production Storage and Offloading Units (FPSO); 2012 waren fünf Schiffe dieses Typs im Einsatz, so die Petrojarl Banff in der Nordsee oder die Petrojarl Cidade de Rio das Ostras vor der brasilianischen Küste. Wegen Erschöpfung der Ölfelder wird die Petrojarl Banff 2020 außer Dienst gestellt. Auch die Petrojarl Cidade de Rio das Ostras wurde 2020 zum Abbruch verkauft.